# Сатирівська драма
Драма сатирів (дав.-гр. δράμα σατυρικόν, σάτυροι, лат. fabula satyrica) — жанр давньогрецького театру, що займав проміжне місце між трагедією й комедією. За античних часів драму сатирів іменували також «жартівливою трагедією». З жанром трагедії її зближували сюжети й дійові особи, запозичені з міфології, з комедійним жанром — сильний елемент брутального комізму. Визначною рисою драми сатирів був хор, який зображав сатирів — лісових демонів з копитами із оточення Діоніса.

## Виникнення
Із сатиричних драм, за свідченням Арістотеля, розвинулася трагедія шляхом розширення сюжету і заміни комічного стилю серйозним і урочистим. Зовнішня особливість, що відрізняє сатирівську драму від трагедії в епоху розквіту давньогрецького театру, зводиться до участі в сценічній дії сатирів, яка, за переказами, була зведена до виконання дифірамбів.
Місцем виникнення сатирівського хору визнається Пелопоннес; в Афінах сатирівський дифірамб був приурочений до форм аттичного культу. Хронологічно це явище відносять до тиранії Пісістрата, який заснував свято Великих Діонісій (міських).
Існує також думка, що батьківщиною сатирівського хору були Афіни, причому сценічні сатири, одягаючи на себе цапову шкуру (в інших частинах костюма вони швидше могли нагадувати кентаврів), уособлювали свиту бога Діоніса, тотемом якого був, між іншим, цап. Хоровий танцювальний дифірамб, що виконувався рядженими сатирами, був, за цією версією, залишком обрядового дійства тієї пори, коли Діоніса вшановували, приймаючи образ присвяченої йому тварини, причому в міфі, який ліг в основу драматичного дійства, ці сатири перетворилися в супутників Діоніса. Дехто вважав, що сатири були введені спеціально з метою тішити й розважати публіку і з культом нічого спільного не мали. Як би там не було, обстановка сатирівського хору увійшла в ужиток свята на честь Діоніса і зумовила розвиток культової і потім художньої драми.
У легендах про Діоніса було дано поєднання ідей страждання і радості, смерті і життя. Ця подвійність природи божества відбивалася на побуті святкування: носії обрядового акту — сатири — то виконували під танець пристрасні пісні, пройняті веселощами, то налаштовувалися на лад плачу. При поступовій еволюції обрядових форм веселі і серйозні моменти розподілилися між сатирівською драмою і трагедією: перша втримала назву і маски культових виконавців стародавнього дифірамба. Розвиток комедії йшов зовсім самостійно, але поряд з розвитком сатирівської драми і трагедії. На думку Джон Пентланда Магаффі, сатирівська драма була в первісній фазі розвитку, виконувалася нижчим класом населення, причому хор почав наслідувати ігри сатирів, тоді як трагедія виникла з серйозного дифірамба. Коли останній став ухилятися від своєї первісної мети і почав прославляти, крім Діоніса, інших богів і героїв, сатирівський дифірамб був приурочений до афінської сцени і увійшов у моду.

## Історія
Першим відомим в історії грецької літератури представником сатирівської драми вважається Пратін з Фліунта, автор 32 п'єс, котрий, за переказами, переніс сатиричні хори з Коринфу в Афіни. Незважаючи на те, що доричний діалект хорів був мало зрозумілий для афінян і образ сатирів — чужий у їхній міфології, нововведення швидко прищепилося до культу Діоніса. З цього часу сатирівська драма була визнана необхідною галуззю драматичного мистецтва і включена в програму Діонісових свят (великих Діонісій). З інших представників цієї епохи в області сатиричних драми виділялися Арістій, син Пратіна, і Хойріл. Апогею сатиристична драма досягла при Есхілі. До нього сатирівська драма, що завершувала тетралогію, могла стояти в зв'язку з сюжетом трагедій, що передували їй; після Есхіла незалежність сатирівської драми стала звичаєм. Софокл й Евріпід також писали сатирівські драми. Крім названих поетів, в давнину були відомі ще такі представники сатирівської поезії: Іон Хіоський, Ахей Електриський, Іофокт, Філокл, Ксенокл. У IV столітті до н. е. і пізніше помічається занепад сатиричної драми, відомі лише деякі її представники.
До нашого часу збереглися «Слідопити» Софокла, «Кіклоп» Евріпіда і «Дафніс, або Літіерс» Сосіфея. Драма Евріпіда збереглася повністю, драма Софокла наполовину (перші 394 вірша) з лакунами, які вдалося відновити; від драми Сосіфея в даний час відомі два фрагмента (21 вірш і 3 вірша).

## «Циклоп»
Характеристика сатиричних драми класичного періоду (V століття до н. е.) може бути зроблена на підставі «Циклопа». Зміст її взято цілком з IX пісні «Одіссеї», за винятком того, що тут власне сатирівська обстановка і немає згадок про барана, який виніс Одіссея з Циклопової печери. Дія відбувається в Сицилії, на березі моря, і починається з того, що Сілен, який потрапив з сатирами в рабство до циклопів, з сумом згадує про той час, коли він був слугою Діоніса. Тим часом хор сатирів в темі швидкого і комічного танцю вибігає на сцену і в наївно-смішній пасторальній пісні висловлює своє співчуття. До берега причалює корабель, який привіз з Трої Одіссея і його товаришів; між сатирами і новоприбулими зав'язується розмова. З'являється велетень Поліфем і приймає прибульців за розбійників. Одіссей з гідністю переконує Поліфема в тому, що він не розбійник, а гість, і просить заступництва. Поліфем відповідає, що для нього немає ні законів, ні страху, і що подарунком гостинності Одіссею буде вогонь і котел, в якому буде зварено його м'ясо. Одіссей звертається до Паллади і Зевса з молитвою про допомогу і входить за Поліфемом в печеру. У наступній хоровій пісні сатири оспівують широку глотку людожера і висловлюють бажання якомога швидше залишити негостинний берег. Незабаром після цього вибігає з печери Одіссей і з жахом розповідає про кровожерливість Поліфема, що пожер двох його товаришів, і про те, як йому вдалося напоїти Циклопа. Хор висловлює співчуття Одіссею, який задумує виколоти око чудовиську під час його сну і оголошує Поліфему своє ім'я — Ніхто. За допомогою сатирів за сценою Одіссей проколює Циклопу єдине його око. Стогін і скарги засліпленої велетня, лють його при звістці про порятунок Одіссея, останній діалог між ними та готовність сатирів відплисти разом з Одіссеєм — все це складає заключну сцену сатирівської драми.

## Загальна характеристика
Обстановка драми, характери дійових осіб і форма дозволяють узагальнити основні риси сатирівської поезії. З одного боку, сатирівська драма виводить перед нами сатирів — справжніх дітей природи, шахраюватих, боязких, чуттєвих, безтурботних, наївно-безсоромних, жвавих і веселих, що живуть на природі; до них же відноситься, як представник грубого тваринного елемента, Поліфем. Контрастом до нього виступає Одіссей як представник героїчного і культурного начала. Він веде себе як герой трагедії, не принижуючи свою гідність, не впадаючи ні у вульгарний, ні в занадто урочистий тон. У зображенні цього контрасту й в передачі глядачам безпосередніх веселощів і полягало призначення сатирівської драми, яка становила нешкідливий, наївний жарт з міфічним сюжетом. Не повчаючи, як комедія, сатирівська драма смішила і розважала, даючи вихід важкому і серйозному настрою, викликаному в глядачів попередніми трагедіями. Репертуар сатиричних ролей був не дуже великий, чим, між іншим, пояснюється порівняно невелика частка сатиричних драм в програмах Діонісових свят і поступове зникнення її зі сцени (до кінця IV ст. до н. е.). Теми бралися спочатку з легенд про Діоніса і мали відношення до введення культури виробництва і вживання вина й впливу нового дарунка на недосвідчених його шанувальників («Лікург» Есхіла). Пізніше в основу сатиричних п'єс обиралися міфи з елементом тваринного, смішного, казкового і чудесного; так, особливо популярні були сатирівські типи ненажерливого, простодушного, чуттєвого, грубого Геракла, шахраюватого Автоліка, покаліченого Гефеста, лютих, в дусі Кіклопів, Антея і Бузіріса, розбійника Скірона тощо. Допускалися також сюжети, в яких дія завершувалася шлюбом і радістю (Шлюб Єлени). Взагалі сатирівська драма повинна була відповідати таким вимогам, які виклав Горацій в «Ars poetica»: мова її має представляти середнє між мовою комедії і трагедії; завданням сатирівської драми було не пародіювати, а смішити, виставляючи забавно-непристойне, наївно-недозволене на тлі серйозного і героїчного, витримуючи при цьому тон наївного вимислу та ідилічної простоти.

## Метрика
Жвавості дії відповідав також розмір (трохаїчний тетраметр), який спочатку вживався, за свідченням Арітотеля в сатирівській поезії і мав близьке відношення до танцю. Хорові метри взагалі були вільнішими і простішими, ніж в трагедії; хорові партії не були строфічні. У діалогах, вимовлених сатиричними особами, також допускалася свобода як стилю, так і метру. Героїчні партії були суворо витримані в стилістичному і метричному відношеннях, як того вимагали закони трагічної форми.

## Зовнішній вигляд сатирів
Танець сатирів (грец. Σίκιννις) був радше ритмічними стрибками, часом непристойного характеру; темп танцю був швидкий, причому сатири супроводжували рухи жестами, гримасами і кривляннями, розрахованими на те, щоб викликати у глядачів сміх (вазовий живопис представляє багато матеріалу, що ілюструє сатирівську драму як з боку сюжетів, так і з боку зовнішніх обставин). Число учасників в сатирівській драмі було 12-15, хор мав чотирикутну побудову. Сатири були одягнені в козлячі шкури і мали ззаду хвіст (кінський).

## Занепад
Обов'язок забавляти без повної свободи для жарту і вузьке коло сюжетів затримали еволюцію сатиричної поезії; успіх її в V ст. до н. е. пояснюється лише талановитістю її авторів. Виродження сатирівської драми помітне вже за Софокла, який в деяких п'єсах замість сатирів вивів звичайних смертних (в драмі «Пастухи» хоревтами були пастухи, в драмі «Геракл на Тенарі» — ілоти). До кінця IV ст. сатирівська драма зовсім вийшла з моди, чим пояснюється, між іншим, втрата численних зразків її, створених в VI і V ст.